# Buddy Messinger
Buddy Messinger (San Francisco, 26 ottobre 1907 – Los Angeles, 25 ottobre 1965) è stato un attore e regista statunitense.
Noto soprattutto come attore bambino nel cinema muto, rimane attivo come attore fino agli anni quaranta e quindi come assistente alla regia fino alla sua morte prematura nel 1965.

## Biografia
Buddy Messinger nacque nel 1907 a Los Angeles. Cominciò nel 1916 un'intensa carriera di attore bambino, assieme alle sorelle Maria Messenger e Gertrude Messinger.
Debuttò come parte di un gruppo di attori bambini impiegati in diversi lungometraggi come Gloriana (1916), Six Shooter Andy (1918) e Jinx (1919). Fu anche tra gli interpreti di una serie di film diretti da Chester M. Franklin e Sidney Franklin, dove storie famose come Jack and the Beanstalk o Treasure Island, vennero riproposte con un cast interamente composto di bambini. 
Nel 1920-21 Messinger fu coprotagonista con Edward Peil Jr. e Lucille Ricksen del serial cinematografico The Adventures and Emotions of Edgar Pomeroy in 12 cortometraggi; e nel 1923 fu nel cast di Penrod and Sam per la regia di William Beaudine.
Come giovane attore del cinema muto Messinger costruì per sé un personaggio comico, quello di "Buddy", che continuò ad essere protagonista in cortometraggi e serial cinematografici. Con l'avvento del sonoro si trovò però relegato a ruoli marginali e parti non accreditate. Si interessò sempre più alla regia e nel 1948 debuttò come assistente regista, contribuendo (non accreditato) anche alla realizzazione di importanti produzioni come Il seme della violenza (1955), Il gigante (1956) e Il giro del mondo in 80 giorni (1956). La carriera di aiuto-regista, al cinema e alla televisione, rimase la sua occupazione principale fino alla sua morte nel 1965, a 57 anni.

## Riconoscimenti
- Young Hollywood Hall of Fame[2] (anni 1920)

## Filmografia parziale

### Attore

#### Cortometraggi
- Fighting Joe, regia di William V. Mong (1916)
- The Adventures and Emotions of Edgar Pomeroy, serial cinematografico (1920-21) - 12 cortometraggi

1. Edgar and the Teacher's Pet, regia di E. Mason Hopper (1920)
2. Edgar's Hamlet, regia di E. Mason Hopper (1920)
3. Edgar's Jonah Day, regia di E. Mason Hopper (1920)
4. Edgar Takes the Cake, regia di E. Mason Hopper (1920)
5. Edgar's Sunday Courtship, regia di E. Mason Hopper (1920)
6. Edgar Camps Out, regia di E. Mason Hopper (1920)
7. Edgar's Little Saw, regia di E. Mason Hopper (1920)
8. Get-Rich-Quick Edgar, regia di Mason N. Litson (1920)
9. Edgar, the Explorer, regia di Mason N. Litson (1920)
10. Edgar's Country Cousin, regia di Mason N. Litson (1921)
11. Edgar's Feast Day, regia di Mason N. Litson (1921)
12. Edgar, the Detective, regia di Paul Bern (1921)

- Boyhood Days, regia di Harry Edwards (1923)
- A Howling Success, regia di Harry Edwards (1923)
- Smarty, regia di Harry Edwards (1923)
- Dad's Boy, regia di Harry Edwards (1923)
- All Over Twist, regia di Archie Mayo (1923)
- Don't Get Fresh, regia di Archie Mayo (1923)
- Buddy at the Bat, regia di Albert Herman (1923)
- So Long, Buddy, regia di Noel M. Smith (1923)
- Bringing Up Buddy, regia di Albert Herman (1923)
- A Regular Boy, regia di Albert Herman (1923)
- She's a He, regia di Albert Herman (1923)
- Buckin' the Line, regia di Albert Herman (1923)
- The Caddy, regia di Arvid E. Gillstrom (1924)
- Quit Kidding, regia di Albert Herman (1924)
- A Young Tenderfoot, regia di Albert Herman (1924)
- The Racing Kid, regia di Albert Herman (1924)
- Pretty Plungers, regia di Noel M. Smith (1924)
- Happy Days, regia di Albert Herman (1924)
- Trailing Trouble, regia di Albert Herman (1924)
- Please, Teacher!, regia di Albert Herman (1924)
- Budding Youth, regia di Arvid E. Gillstrom (1924)
- The Blow Out, regia di Edward Ludwig (1924)
- Low Bridge, regia di Arvid E. Gillstrom (1924)
- What an Eye, regia di Edward Ludwig (1924)
- Here He Comes!, regia di Edward Ludwig (1924)
- Don't Fall, regia di Arvid E. Gillstrom (1924)
- A Family Row, regia di Edward Ludwig (1924)
- His First Degree, regia di Edward Ludwig (1924)
- The Aggravatin' Kid, regia di Edward Ludwig (1925)
- Taming the East, regia di Edward Ludwig (1925)
- Sailing Along, regia di Charles Lamont (1925)
- Clear the Way, regia di Charles Lamont (1925)
- Almost a Husband, regia di Charles Lamont (1925)
- All for a Girl (1925)

#### Lungometraggi
- Gloriana, regia di E. Mason Hopper (1916)
- Jack and the Beanstalk, regia di Chester M. Franklin e Sidney Franklin (1917)
- Aladino e la lampada magica (Aladdin and the Wonderful Lamp), regia di Chester M. Franklin e Sidney Franklin (1917)
- The Babes in the Woods, regia di Chester M. Franklin e Sidney Franklin (1917)
- Treasure Island, regia di Chester M. Franklin e Sidney Franklin (1918)
- Six Shooter Andy, regia di Sidney Franklin (1918)
- Fan Fan, regia di Chester M. Franklin e Sidney A. Franklin (1918)
- Ali Baba and the Forty Thieves, regia di Chester M. Franklin e Sidney A. Franklin (1918)
- Nei bassi fondi (The Hoodlum), regia di Sidney A. Franklin (1919)
- Jinx, regia di Victor Schertzinger (1919)
- La fortuna dell'irlandese (The Luck of the Irish), regia di Allan Dwan (1919)
- Il vecchio nido (The Old Nest), regia di Reginald Barker (1921)
- L'asiatico (Shadows), regia di Tom Forman (1922)
- When Love Comes, regia di William A. Seiter (1922)
- The Flirt, regia di Hobart Henley (1922)
- A Front Page Story, regia di Jess Robbins (1922)
- The Abysmal Brute, regia di Hobart Henley (1923)
- Trifling with Honor, regia di Harry A. Pollard (1923)
- Penrod and Sam, regia di William Beaudine (1923)
- Il sussurro della calunnia (The Whispered Name), regia di King Baggot (1924)
- Young Ideas, regia di Robert F. Hill (1924)
- L'avventuriera (A Lady of Chance), regia di Robert Z. Leonard (1928)
- Cheer Up and Smile, regia di Sidney Lanfield (1930)
- Anime alla deriva (Bondage), regia di Alfred Santell (1933)
- Brooklyn Orchid, regia di Kurt Neumann (1942)
- Il passo del diavolo (Devil's Doorway), regia di Anthony Mann (1950)

### Assistente alla regia
- The Valiant Hombre, regia di Wallace Fox (1948)
- Jack Slade, regia di Harold D. Schuster (1953)
- The Road to Denver, film, regia di Joseph Kane (1955)
- Il seme della violenza (Blackboard Jungle), regia di Richard Brooks (1955) - non accreditato
- Il gigante (Giant), regia di George Stevens (1956) - non accreditato
- Il giro del mondo in 80 giorni (Around the World in 80 Days), regia di Michael Anderson (1956) - non accreditato
- Sergeant Preston of the Yukon (1957) - serie TV, 2 episodi
- The Sergeant Was a Lady, regia di Bernard Glasser (1961)
- The Clown and the Kid, regia di Edward L. Cahn (1961)
- The Andy Griffith Show (1962) - serie TV, 4 episodi
- Make Room for Daddy (1963) - serie TV, 2 episodi